# Ixodes nairobiensis
Ixodes nairobiensis är en fästingart som beskrevs av Thomas Nuttall 1916. Ixodes nairobiensis ingår i släktet Ixodes och familjen hårda fästingar.
Artens utbredningsområde är Kenya. Inga underarter finns listade i Catalogue of Life.